# Gran Hotel (Arrecife)
El Arrecife Gran Hotel & Spa más conocido como Gran Hotel es un rascacielos en la ciudad de Arrecife (Islas Canarias, España). Es el edificio más alto de la isla de Lanzarote con 54 metros y 15 pisos (sobre rasante).
Inicialmente se iba a llamar Hotel Mancomunidad. Se presupuestó en 100 millones de pesetas, que serían aportadas por accionistas, a 5000 pesetas cada acción; sólo hubo 300 accionistas, casi ninguno de Lanzarote. Se empezó a construir en 1966. Se inaugura el 14 de septiembre de 1970. 
Terminado en 1970, se encuentra al final de la Avenida Marítima de Arrecife junto al mar y a la Playa de El Reducto. El edificio funciona como hotel de 5 estrellas y su altura lo convierte también en el edificio más alto de Canarias fuera de Tenerife y Gran Canaria. 
En noviembre de 1994, el edificio sufrió un incendio el cual no provocó víctimas mortales pues estaba vacío. El incendio se originó a las 6 de la tarde en la planta baja del inmueble y rápidamente se extendió hacia las plantas superiores. Si bien la estructura del edificio no resultó dañada, tiempo después la fachada fue restaurada y modernizada con una cubierta de acero y cristal.